# Perrottetia dermapyrrhosa

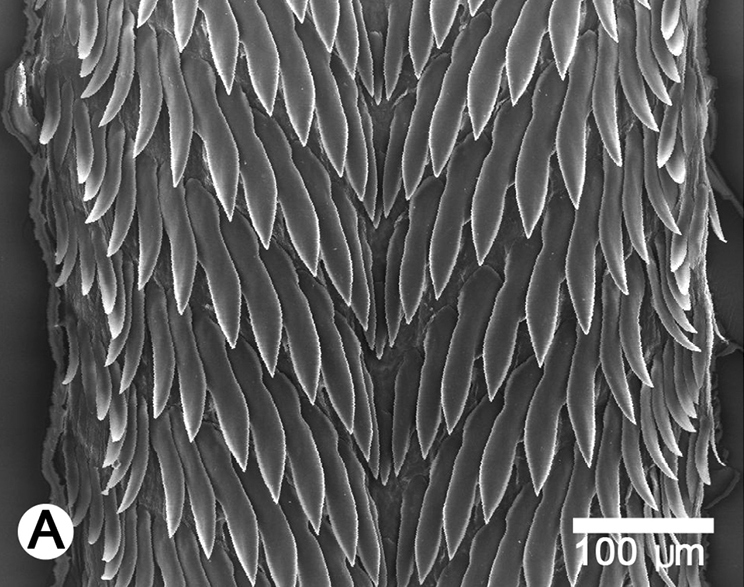
Радула Perrottetia dermapyrrhosa

Perrottetia dermapyrrhosa (лат.) — вид брюхоногих моллюсков рода Perrottetia из семейства Streptaxidae (Streptaxinae, Eupulmonata). Встречаются в Таиланде. Видовое название означает «желтовато-красная кожа».

## Распространение
Юго-Восточная Азия. Встречаются на северо-востоке Таиланда на холмах (высотой около 300 м) около плато Корат в провинции Каласин (район Nong Kung Si), 16°48′18″ с. ш. 103°16′42″ в. д..

## Описание
Раковина состоит из 6—6½ витков. Ширина раковины составляет 7,4—8,1 мм. Высота раковины 5,4—6,6 мм. Живые экземпляры имеют желтовато-красную сетчатую кожу, а сквозь полупрозрачное тело видны красноватые щупальцевые ретракторы. Вид был впервые описан в 2013 году по типовому материалу обнаруженному в Таиланде. Входит в состав рода Perrottetia из подсемейства Streptaxinae (Streptaxidae, Eupulmonata).

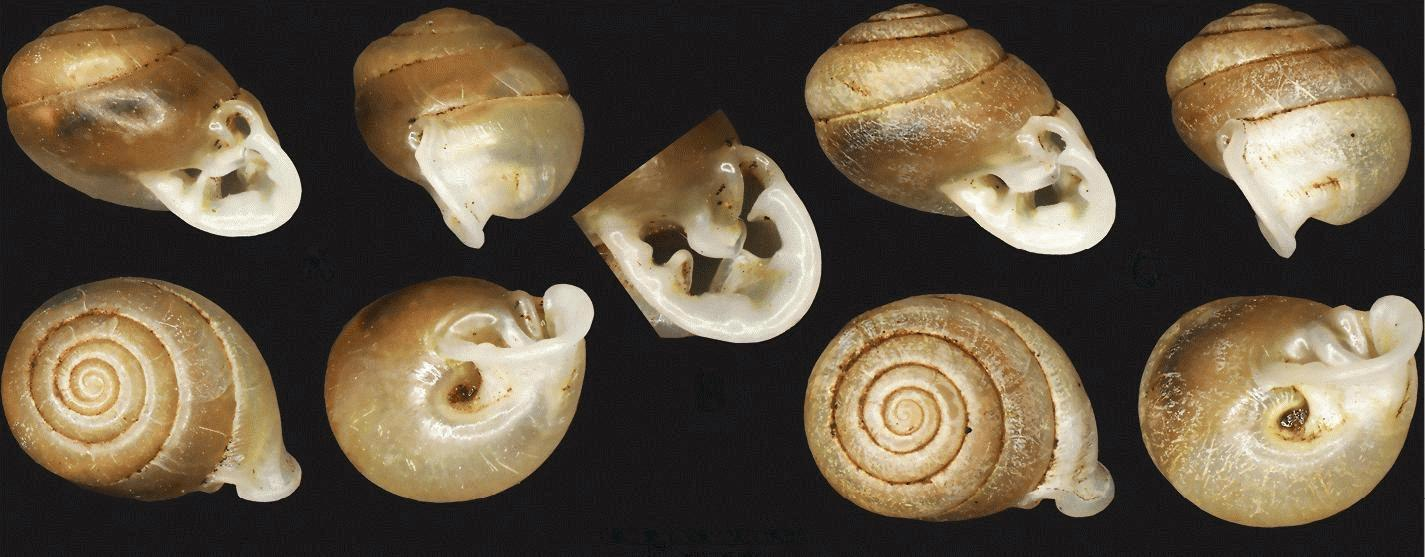
Раковина Perrottetia dermapyrrhosa. Левая раковина - голотип с шириной раковины 7,7 мм и высотой раковины 6,1 мм. Правая раковина - паратип